# Ottavio Bianchi
Ottavio Bianchi (ur. 6 października 1943 w Brescii) – były włoski piłkarz i trener piłkarski.
W czasie kariery piłkarskiej grał m.in. w Brescii, Atalancie BC, SSC Napoli, A.C. Milan i Cagliari Calcio. Dwukrotnie zagrał w reprezentacji Włoch. Jako trener największe sukcesy odniósł z SSC Napoli, z którym sięgnął po mistrzostwo Włoch w 1987. Trenował także: Como, Atalantę, AS Roma, Inter Mediolan i Fiorentinę.